# HD 45984
HD 45984，又名CP-57 1001，SAO 234519、HR 2369，是一颗恒星，视星等为5.82，位于銀經267.08，銀緯-25.9，其B1900.0坐标为赤經6h 25m 29.1s，赤緯-57° -25.9′ 18″。